# Басса (язык)
Басса — нигеро-конголезский язык, относящийся к семье кру. Язык народа басса, проживающего в основном в Либерии и Сьерра-Леоне.
На басса говорит около 420 000 человек, в основном в провинциях Гранд-Басса, Ривер Кесс и Монтсеррадо в Центральной Либерии. Диалект гбор частично захватывает провинцию Нимба.
Басса имеет несколько диалектов: гбор, гба сор, мабан, хвен гба кон, центральный басса и риверкесс басса.
Отличительной чертой языка басса является наличие оригинальной письменности, разработанной в 1900-х Томасом Нарвином Льюисом.
В 2005 году на язык басса была переведена Библия.
В настоящее время чаще используется фонетическое письмо на основе латиницы.
| A | B | Ɓ | Č | D | Ɗ | E | Ɛ | F | G | Gb | H | I | J | K | Kp | M | N | Ny | O | Ɔ | P | S | T | U | V | W | Z |
| a | b | ɓ | č | d | ɗ | e | ɛ | f | g | gb | h | i | j | k | Kp | m | n | ny | o | ɔ | p | s | t | u | v | w | z |